# Nassawadox
Nassawadox – miasto w Stanach Zjednoczonych, w stanie Wirginia, w hrabstwie Northampton.